# Супино
Супино (итал. Supino) — коммуна в Италии, располагается в регионе Лацио, подчиняется административному центру Фрозиноне.
Население составляет 4783 человека, плотность населения составляет 137 чел./км². Занимает площадь 35 км². Почтовый индекс — 03019. Телефонный код — 0775.
Покровителем коммуны почитается святой Лаврентий, празднование 10 августа, и святой Катальд, празднование 10 мая.